# 저장소 (버전 관리)
버전 관리 시스템에서 저장소 또는 리포지터리(repository)는 파일이나 디렉터리 구조의 집합을 위해 메타데이터를 저장하는 자료 구조이다. 사용 중인 버전 관리 시스템이 분산 방식(예: Git 또는 머큐리얼)인지, 아니면 중앙 집중 방식(예: (서브버전 또는 퍼포스)인지에 따라 저장소 내 정보 전반이 모든 사용자 시스템에 복제되거나 단일 서버 상에서 관리될 수 있다. 저장소에 들어가는 메타데이터에는 다음과 같은 것들이 포함된다:
- 저장소의 역사적 변경 기록.
- 커밋 객체의 집합.
- 헤드(head)라는 이름의 커밋 객체의 참조 집합.

## 같이 보기
- 소프트웨어 저장소
- 코드베이스